# Александр Вільям Еванс
Алекса́ндр Ві́льям Е́ванс (англ. Alexander William Evans; 17 травня 1868, Баффало, Нью-Йорк — 6 грудня 1959) — ботанік, бріолог і міколог, який спеціалізувався на флорі Коннектикуту.

## Раннє життя
Народився Еванс 17 травня 1868 року в Баффало, штат Нью-Йорк. Після смерті батька у 1880 році його сім'я переїхала до Нью-Гейвена, штат Коннектикут. Після закінчення загальноосвітньої школи Джеймса Гіллхауса отримав ступінь бакалавра філософії в Шеффілдській науковій школі Єльського університету в 1890 році. Відмінний студент, Еванс був одним із кращих у своєму класі. Через два роки Еванс отримав ступінь доктора медицини в Єльській школі медицини. Після дворічного стажування в лікарні він ненадовго поїхав до Берлінського університету, для вивчення ботаніки під керівництвом Леопольда Кні.

## Кар'єра
Після смерті Даніеля Кейді Ітона Еванс повернувся до Єльського університету як викладач ботаніки. У 1901 році він став доцентом, а в 1906 році отримав звання професора. У 1912 році Еванс був обраний віце-президентом Ботанічного товариства Америки. Еванс працював головним редактором «Вісника ботанічного клубу Торрея» з 1914 по 1924 рік, а також помічником редактора «Бріолога». Він став членом Британського бріологічного товариства в 1934 р. Вийшов у відставку професором у 1936 році, але залишився в Єльському університеті як емерит. У 1947 році Єльським університетом Евансу присвоєний почесний ступінь доктора філософії.
За своє життя Еванс написав 165 наукових праць, багато з яких були ним же ілюстровані. Його дослідження були зосереджені в основному на печіночниках, але він також особливо цікавився лишайниками, зокрема родом Cladonia. Пізніше в житті Еванс захопився роботою Ясухіко Асахіни над мікрохімічними методами дослідження лишайників, які, на його думку, він міг би застосувати до таксономії.

## Наукова діяльність
Еванс описав 8 нових родів і 130 нових видів печіночників. Багато його зразків зберігаються в Єльському гербарії, починаючи з 1888 року. Список публікацій Еванса про лишайники наведено в резюме його ліхенологічної роботи, опублікованому Мейсоном Гейлом у 1960 році.

## Вибрані публікації
- Evans, A. W. (1898). The Hawaiian Hepaticae of the Tribe Jubuloideae. The Academy.
- Evans, A. W. and G. E. Nichols (1908). The Bryophytes of Connecticut. Conn. Geol. & Nat. Hist. Surv., Bull. 11: 1–203.
- Evans, A. W. and G. E. Nichols (1935). The liverwort flora of the Upper Michigan Peninsula. The Bryologist 38: 81–91. doi:10.2307/3239361